# Roestmijnmot
De roestmijnmot (Callisto denticulella) is een vlinder uit de familie mineermotten (Gracillariidae). De wetenschappelijke naam is voor het eerst geldig gepubliceerd in 1794 door Thunberg.
De soort komt voor in Europa.